# Brandon Bryant

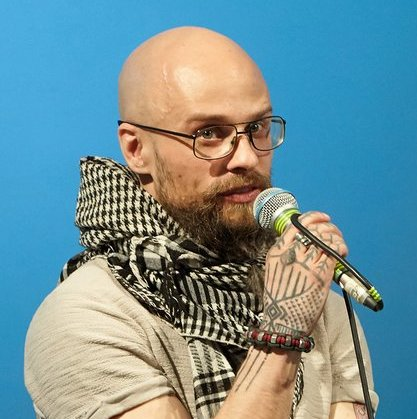
Brandon Bryant beim Disruption Network Lab in Berlin, 2022

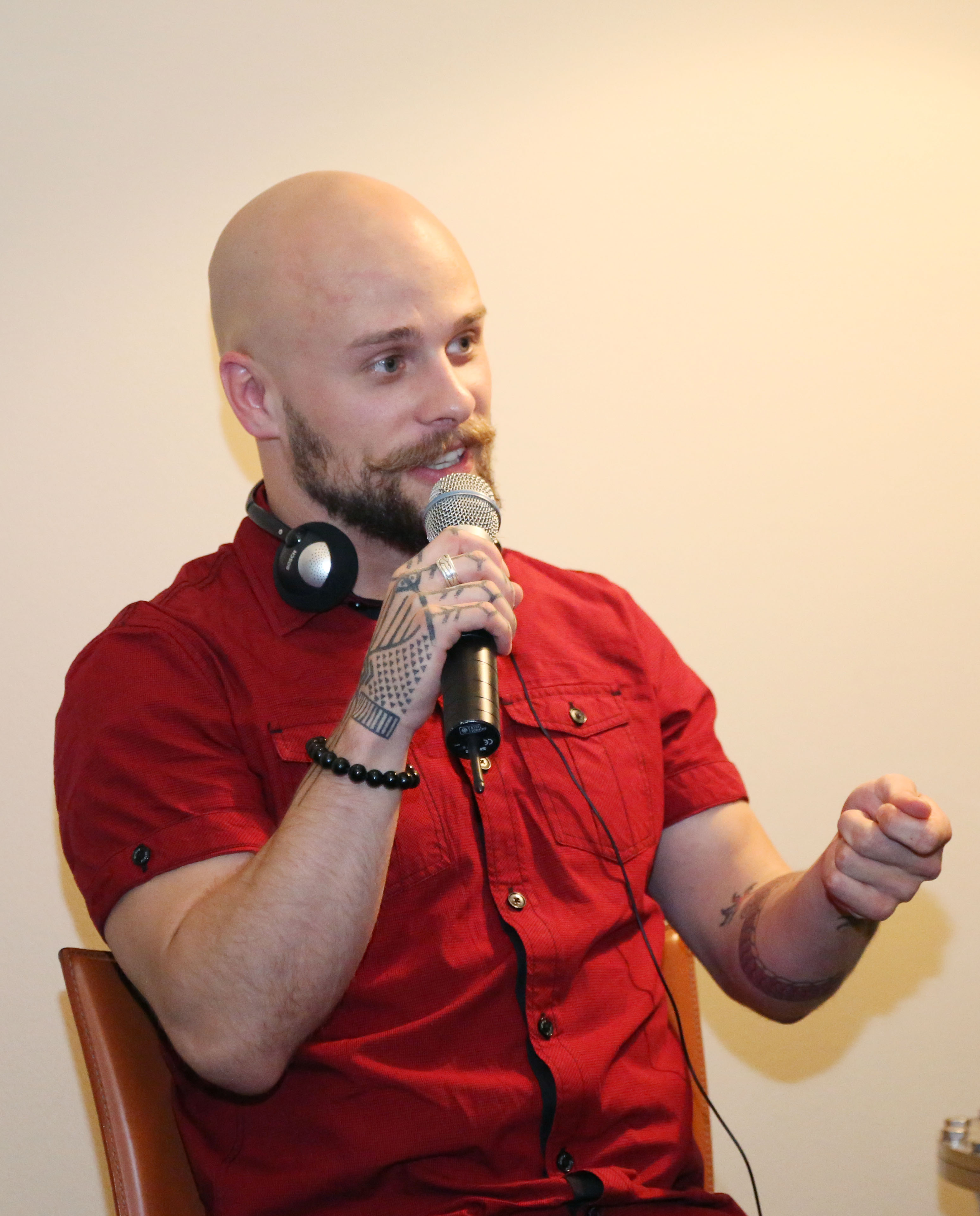
Brandon Bryant, 2016

Brandon Wayne Bryant (* 18. November 1985 in Missoula, Montana) ist ein US-amerikanischer Whistleblower. Von 2006 bis 2011 war er ein Sensorbediener von Drohnen der United States Air Force. In dieser Zeit war er für gezielte Tötungsoperationen eingesetzt.

## Leben

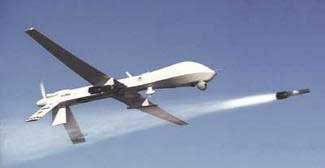
Drohne des Typs „Predator“ beim Abschuss einer „Hellfire“-Rakete

Bryant, der einzige Sohn und das älteste dreier Kinder der alleinerziehenden Lehrerin LanAnn Bryant (* 9. Juni 1961 in Garden Grove, Kalifornien), schloss in Montana die Highschool ab. Anschließend begann er auf einem College eine Ausbildung zum Journalisten, die er nach einem Semester abbrach. Im Juli 2005 trat er im Alter von 19 Jahren in die US Air Force ein, wo er ab April 2006 auf der Nellis Air Force Base bei Las Vegas (Nevada) ein Studium und Training zum remotely-piloted-aircraft sensor operator für Drohnen des Typs General Atomics MQ-1 („Predator“) durchlief. Am 3. Dezember 2006 hatte er seinen ersten Flugeinsatz. Im Januar 2007 arbeitete er für Missionen im Irak. 2008 begann er in einer geheimen Spezialeinheit für gezielte Tötungsaktionen zu arbeiten. Zu diesem Zweck war er in einem klimatisierten Container auf der Cannon Air Force Base in New Mexico tätig. Dieser Einsatz, der aus Drohnenoperationen im Irak, in Afghanistan, Pakistan, Somalia und Jemen unter der Aufsicht eines Joint Terminal Attack Controllers bestand, fiel ihm schwer. In einem komplexen, arbeitsteiligen System war er im Range eines Airman für die Fernsteuerung von Kameras zuständig, die sich an Bord der Drohnen befinden und Tageslicht- sowie Infrarot-Bilder der Operationen liefern. Seine Aufgabe war es auch, mittels Lasersteuerung an Bord der Drohne befindliche Raketen des Typs AGM-114 Hellfire in das angewiesene Ziel zu dirigieren. In dieser Funktion erlebte er die Tötung von Menschen in Echtzeit mit. Er kritisierte einzelne Aktionen, äußerte gegenüber Vorgesetzten seine Besorgnis und begann, über einen beruflichen Wechsel nachzudenken. Zunehmender psychischer Druck führte zu Schlafstörungen und schließlich dazu, dass er bei der Arbeit einen Zusammenbruch erlitt. Nach mehreren Monaten Krankenurlaub begann er erneut im Container zu arbeiten. Weil er seine Tätigkeit nicht aushalten konnte, trat er am 4. Juli 2011 von seinem Posten zurück. Lukrative Offerten konnten ihn von diesem Entschluss nicht abbringen. Als er im Range eines Senior Airman aus dem Militärdienst ehrenhaft entlassen wurde, bescheinigte man ihm, dass seine Einheit 1.626 gezielte Tötungsoperationen durchgeführt habe. Er selbst schätzte, dass er an 13 Tötungen mittels Drohnen direkt beteiligt war, auch an der kollateralen Tötung eines Kindes. Zum Zeitpunkt seiner Entlassung litt er an einer schweren, anhaltenden Posttraumatischen Belastungsstörung, die von periodischem Verlust seines aktiven Erinnerungsvermögens begleitet war. Im Sommer 2012 trat er als Reservist wieder in den Militärdienst der US Air Force ein. Bei einem Training erlitt er jedoch einen Sturz mit Verletzungen an Wirbelsäule, Schulter und Hüfte, dessen Folgen trotz Behandlung zu einer lang andauernden Arbeitsunfähigkeit führten. Er verließ das Militär im Rang eines Staff Sergeant endgültig und erlebte in den folgenden Wochen eine tiefe Krise. Bryant wohnte danach in sehr einfachen Verhältnissen in einem abgeschiedenen Waldgebiet Montanas.

### Whistleblowing
Am 2. September 2012 veröffentlichte das deutsche Fernsehprogramm Das Erste in der Sendung Weltspiegel erstmals einen Bericht über Bryant, seine frühere Arbeit und seine Erkrankung. Es folgten weitere Gespräche Bryants mit Journalisten, so etwa mit Nicola Abé, die am 10. Dezember 2012 über ihn einen Artikel im Magazin Der Spiegel brachte. Am 28. November 2013 trat Bryant in der deutschen Fernsehsendung Beckmann auf. Am 1. April 2014 sprach Bryant in einer Veranstaltung des European Center for Constitutional and Human Rights in Berlin. In diesen Gesprächen und Vorträgen widersprach er der Vorstellung, dass die Drohnenangriffe „präzise und saubere“ Tötungen von mutmaßlichen Terroristen ermöglichten. Vielmehr fielen diesen Operationen viele unschuldige Menschen zum Opfer. Die Drohnenpiloten würden bei den Operationen auf ihren Bildschirmen oft kaum erkennen können, ob sie einen aktiven Kämpfer oder Zivilisten, ob sie Erwachsene oder Minderjährige töteten. Das Drohnenprogramm der Vereinigten Staaten sei „Menschenjagd“ einer „Tötungsmaschinerie“. Er bestätigte die Aussage des ehemaligen CIA-Direktors Michael V. Hayden, dass die Tötungen auf der Grundlage von Metadaten erfolgten. Außerdem erläuterte er den Journalisten die entscheidende Funktion der auf deutschem Staatsgebiet gelegenen Ramstein Air Base als Relaisstation für den Einsatz von US-Kampfdrohnen zu gezielten Tötungen. Dort würden die per Satellit eingehenden Signale verstärkt und über ein Glasfaserkabel an Stellen in den Vereinigten Staaten weitergeleitet. Ramstein sei das „Epizentrum aller Informationsflüsse für die Übersee-Operationen der USA“. In seinen 6000 Flugstunden und in den tausenden Missionen hätte es keinen Einsatz gegeben, bei dem er nicht Ramstein angerufen habe, um sich mit seiner Drohne zu verbinden. Befehle für Abschüsse in Afrika würden vom United States Africa Command in Stuttgart-Möhringen kommen. Ferner erklärte er, dass der US-Geheimdienst CIA die Drohnenflotte der US Air Force beauftrage und konkrete Zielvorgaben für sie liefere. Der NSA-Untersuchungsausschuss des Deutschen Bundestags lud ihn hierzu als Zeugen. Am 15. Oktober 2015 beantwortete er im Europasaal des Paul-Löbe-Hauses dessen Fragen, nachdem er bereits im Oktober 2013 einem Expertengremium der Vereinten Nationen, dem auch der UN-Sonderberichterstatter Ben Emmerson angehörte, Bericht erstattet hatte. Unter anderem erörterte er vor dem NSA-Untersuchungsausschuss, wie die Ortung von Zielpersonen mittels des Geräts Gilgamesh, das sich an Bord der Kampfdrohnen befinde und sich als Sendeeinrichtung einer Funkzelle für Mobiltelefone ausgebe, genau funktioniert. Eine Pressesprecherin der United States Air Forces in Europe (USAFE) beurteilte Bryants Aussagen als unschädlich für die USAFE. Militärs der Ramstein Air Base erklärten, dass keine Einrichtungen dort dazu genutzt würden, „ferngesteuerte Flugzeuge unmittelbar zu fliegen oder zu kontrollieren“, was jedoch nicht Bryants Aussage widerspricht, Ramstein fungiere als Relaisstation.
Die Vereinigung Deutscher Wissenschaftler und die deutsche Sektion der International Association of Lawyers against Nuclear Arms ehrten Bryant 2015 mit dem Whistleblower Award. Den Preis nahm Bryant am 16. Oktober 2015 im Karlsruher Rathaus entgegen.
Brandon Bryants Mutter LanAnn erhielt am 15. Oktober 2015, dem Tag der Aussage ihres Sohnes vor dem NSA-Untersuchungsausschuss, an ihrem Wohnort Missoula einen Besuch von zwei Männern, die sich als Mitarbeiter des United States Air Force Office of Special Investigations auswiesen. Sie eröffneten ihr, dass ihr Name durch ein „Leck“ in einer Datenbank des United States Office of Personnel Management an die Terrororganisation Islamischer Staat gelangt und von dieser auf eine „Todesliste“ gesetzt worden sei. Anschließend übergaben sie ihr eine Broschüre über sicheres Verhalten in Sozialen Medien und rieten ihr, die nationale Notrufnummer 911 zu wählen, falls sie etwas Ungewöhnliches beobachten sollte. Bryants Anwältin Jesselyn Radack und Bryant selbst halten dies für einen Einschüchterungsversuch der US-Regierung.
Im November 2015 äußerte Bryant bei einem Aufenthalt in Norwegen den Wunsch, nach Berlin ins Exil zu gehen, weil er „den Boden unter den Füßen verloren“ und „kein Zuhause mehr“ hätte, sich in der dortigen Community sicher fühle und „Verbündete“ brauche. Im gleichen Monat wurde bekannt, dass er und die Whistleblower Cian Westmoreland, Stephen Lewis und Michael Haas dem US-Präsidenten Barack Obama, seinem Verteidigungsminister Ashton B. Carter und dem CIA-Direktor John O. Brennan einen Offenen Brief gesandt hatten. Darin erhoben sie gemeinsam den Vorwurf, der Drohnenkrieg der USA würde den Terrorismus geradezu befeuern. Die Tötung unschuldiger Zivilisten, die bei dieser Art der Kriegsführung passiere, wirke wie ein „Rekrutierungsprogramm für Terroristen“ und sei „eine der verheerendsten Triebfedern des Terrorismus und der Destabilisierung weltweit“. In ihrem Statement bezogen sie sich auf die Terroranschläge vom 13. November 2015 in Paris: „Wir können nicht still dasitzen und Tragödien wie in Paris mitansehen, im Wissen um den verheerenden Effekt, den unser Drohnenprogramm im Ausland und daheim hat.“
Bryant ist heute häufiger Gast von Veranstaltungen, die über das Drohnenprogramm der Vereinigten Staaten informieren.

## Rezeption
Ende November  2015 brachte der nahe der Ramstein Air Base aufgewachsene Regisseur Jan-Christoph Gockel im Staatstheater Mainz das Theaterstück Ramstein Airbase: Game of Drones zur Aufführung. Brandon Bryant – gespielt durch Denis Larisch – bildet darin eine zentrale Figur und war bei der Premiere des Stückes in Mainz als Gast anwesend.
Die norwegische Dokumentarfilmerin Tonje Hessen Schei produzierte unter dem Titel Drone – This Is No Game! einen im Mai 2016 veröffentlichten Dokumentarfilm, in dem sie am Beispiel der ehemaligen Drohnenpiloten Brandon Bryant und Michael Haas schilderte, wie die CIA gezielt Videospiel-Talente akquiriert und sie im Bombenabwurf per Fernsteuerung ausbildet. Eine frühere Fassung des Films wurde 2015 mehrfach auf namhaften Festivals ausgezeichnet. Beim Bergen International Film Festival erhielt er den „Best Documentary Award“ und den „Human Rights Award“. Bei den Awards der Cinema for Peace Foundation in Berlin wurde er zur „Most Valuable Documentary of the Year“ gewählt. Beim San Sebastián Human Rights Film Festival erhielten die Macher der Dokumentation den „Amnesty International Award“.